# Margaret Read
Margaret Read (nacida Margaret Ludwig) (1905-1996) fue una música, violista y concertista bajo la dirección de Donald Francis Tovey de la Universidad de Edimburgo.

## Biografía
Margaret era una de ocho hermanos que compartían su pasión por la música. Se graduó de la Universidad de Edimburgo como primera de su clase y prosiguió sus estudios en Colonia. Fue impresionada por el catolicismo de Renania y se convirtió en miembro de la iglesia católica al regresar a Edimburgo.
Fue parte de la orquesta de Glyndebourne.
Conoce a Herbert Read en un almuerzo y se escaparon juntos a Londres. Posteriormente se convierte en la segunda esposa de Read. Tuvieron cuatro hijos y vivieron primero en Londres y, en 1949, se mudaron a Yorkshire, ciudad natal de Herbert Read.

Luego de la muerte de Herbert Read en 1968 siguió viviendo en Stonegrave hasta 1993, cuando se muda a un convento católico en Londres. Fallece el 10 de marzo de 1996.